# بلا دموع (فلم)
بلا دموع هو فيلم مصري عرض عام 1961، بطولة عماد حمدي وزيزي البدراوي وسناء جميل، ومن إخراج محمود ذو الفقار.

## قصة الفيلم
يتعرف وحيد الصحفي الأربعيني في إحدى سفرياته على سوسن مضيفة الطيران الشابة، ينمو الإعجاب بينهما، ويكبر الحب، لكن تقف عقبة فارق السن بينهما، حيث إنها تخشى إعادة تجربة والدتها التي تزوجت أباها الذي كان يكبرها بعشرين عامًا، ثم ما لبث أن مات، تمرض سوسن، وتدخل إحدى المستشفيات، ويذهب وحيد لزيارتها، فتُفاجأ الأم بأنه حبيبها التي أحبته وهي صغيرة، ولم تستطع الزواج منه.

## طاقم التمثيل
- عماد حمدي: (وحيد سامي - الصحفي)
- زيزي البدراوي: (سوسن عبد الرازق - مضيفة الطيران)
- سناء جميل: (بهيجة - والدة سوسن)
- فؤاد المهندس: (سليم)
- مديحة سالم: (آمال)
- صلاح نظمي: (د. صابر)
- حسين عسر
- ميمي جمال: (مضيفة الطيران - زميلة سوسن)
- عبد الحميد بدوي
- عبد الغني النجدي: (بهاء - السكرتير)
- حسين إسماعيل: (المتصل بالخطأ)
- عبد الغني قمر

## فريق العمل
- إخراج: محمود ذو الفقار
- تأليف: ضياء الدين بيبرس
- مدير التصوير: عبد الحليم نصر
- مونتاج: فكري رستم
- إنتاج: أفلام عز الدين ذو الفقار
- توزيع: الشرق لتوزيع الأفلام